# قلعة ميرغلام هاشمي
قلعة ميرغلام هاشمي (بالفارسية: قلعه میرغلام هاشمی) هي قلعة تاريخية تعود إلى عصر الدولة البهلوية، وتقع في مقاطعة درة شهر.